# 薩克森的瑪麗亞·克里斯蒂娜 (1735年—1782年)
薩克森的瑪麗亞·克里斯蒂娜（德語：Maria Christina von Sachsen，1735年2月12日—1782年11月19日），勒米爾蒙修道院女院長，波蘭國王奧古斯特三世的第五女（次女夭折，形同第四女）。
瑪麗亞·克里斯蒂娜終生未婚，1782年於法國布呂馬特去世。